# Delta subfenestrale
Delta subfenestrale är en stekelart som först beskrevs av Giordani Soika 1939.  Delta subfenestrale ingår i släktet Delta och familjen Eumenidae. Inga underarter finns listade i Catalogue of Life.